# Премия Национального совета кинокритиков США за лучший фильм на иностранном языке
Премия Национального совета кинокритиков США за лучший фильм на иностранном языке — одна из премий Национального совета кинокритиков США.

## 1930-е
| Год  | Русское название     | Оригинальное название | Режиссёр (ы)     | Страна   |
| ---- | -------------------- | --------------------- | ---------------- | -------- |
| 1934 | Человек из Арана     | Man of Aran           | Роберт Флаэрти   | Ирландия |
| 1935 | Чапаев               | Чапаев                | Братья Васильевы | СССР     |
| 1936 | Героическая кермесса | La Кermesse Héroïque  | Жак Фейдер       | Франция  |
| 1937 | The Eternal Mask     | Die ewige Maske       | Вернер Хохбаум   | Австрия  |
| 1939 | Набережная туманов   | Le Quai des brumes    | Марсель Карне    | Франция  |

## 1940-е
| Год  | Русское название | Оригинальное название | Режиссёр (ы)   | Страна  |
| ---- | ---------------- | --------------------- | -------------- | ------- |
| 1940 | The Baker's Wife |                       |                |         |
| 1941 | Пепе ле Моко     | Pépé le Moko          | Жюльен Дювивье | Франция |

## 1950-е
| Год  | Русское название            | Оригинальное название            | Режиссёр (ы)       | Страна         |
| ---- | --------------------------- | -------------------------------- | ------------------ | -------------- |
| 1950 | Титан: История Микеланджело | The Titan: Story of Michelangelo |                    |                |
| 1951 | Расёмон                     | 羅生門                           | Акира Куросава     | Япония         |
| 1952 | Звуковой барьер             | The Sound Barrier                | Дэвид Лин          | Великобритания |
| 1953 | Коронование королевы        | A Queen Is Crowned               |                    | Великобритания |
| 1954 | Ромео и Джульетта           | Romeo e Giulietta                | Ренато Кастеллани  | Италия         |
| 1955 | Узник                       | The Prisoner                     | Питер Гленвилл     | Великобритания |
| 1956 | В мире безмолвия            | Le Monde du silence              | Жак Ив Кусто       | Франция        |
| 1957 | Слово                       | Ordet                            | Карл Теодор Дрейер | Дания          |
| 1958 | Песнь дороги                | পথের পাঁচালী                          | Сатьяджит Рай      | Индия          |
| 1959 | Земляничная поляна          | Smultronstället                  | Ингмар Бергман     | Швеция         |

## 1960-е
| Год  | Русское название          | Оригинальное название          | Режиссёр (ы)     | Страна   |
| ---- | ------------------------- | ------------------------------ | ---------------- | -------- |
| 1960 | Мир Апу                   | অপুর সংসার                        | Сатьяджит Рай    | Индия    |
| 1961 | Мост                      | Die Brücke                     | Бернхард Викки   | Германия |
| 1962 | Воскресенья в Виль-д'Эвре | Les dimanches de Ville d’Avray | Серж Бургиньон   | Франция  |
| 1963 | Восемь с половиной        | Otto e mezzo                   | Федерико Феллини | Италия'  |
| 1964 | Мир без солнца            | Le Monde sans soleil           | Жак Ив Кусто     | Франция  |
| 1965 | Джульетта и духи          | Giulietta Degli Spiriti        | Федерико Феллини | Италия'  |
| 1966 | Убийца в спальном вагоне  | Compartiment Tueurs            | Коста-Гаврас     | Франция  |
| 1967 | Эльвира Мадиган           | Far from the Madding Crowd     | Бу Видерберг     | Швеция   |
| 1968 | Война и мир               |                                | Сергей Бондарчук | СССР     |
| 1969 | Стыд                      | Skammen                        | Ингмар Бергман   | Швеция   |

## 1970-е
| Год  | Русское название            | Оригинальное название     | Режиссёр (ы)     | Страна   |
| ---- | --------------------------- | ------------------------- | ---------------- | -------- |
| 1970 | Дикий ребёнок               | L’enfant sauvage          | Франсуа Трюффо   | Франция  |
| 1971 | Колено Клер                 | Le Genou De Claire        | Эрик Ромер       | Франция  |
| 1972 | Печаль и жалость            | Le chagrin et la pitié    | Марсель Офюльс   | Франция  |
| 1973 | Шёпоты и крики              | Viskningar och rop        | Ингмар Бергман   | Швеция   |
| 1974 | Амаркорд                    | Amarcord                  | Федерико Феллини | Италия   |
| 1975 | История Адели Г.            | L’Histoire d’Adèle H.     | Франсуа Трюффо   | Франция  |
| 1976 | Маркиза фон О               | Die Marquise von O…       | Эрик Ромер       | Германия |
| 1977 | Этот смутный объект желания | Cet obscur objet du désir | Луис Бунюэль     | Франция  |
| 1978 | Осенняя соната              | Höstsonaten               | Ингмар Бергман   | Швеция   |
| 1979 | Клетка для чудиков          | La Cage Aux Folles        | Эдуар Молинаро   | Франция  |

## 1980-е
| Год  | Русское название                       | Оригинальное название                    | Режиссёр (ы)       | Страна   |
| ---- | -------------------------------------- | ---------------------------------------- | ------------------ | -------- |
| 1980 | Жестяной барабан                       | Die Blechtrommel                         | Фолькер Шлёндорф   | Германия |
| 1981 | Несколько дней из жизни И. И. Обломова |                                          | Никита Михалков    | СССР     |
| 1982 | Мефисто                                | Mephisto                                 | Иштван Сабо        | Венгрия  |
| 1983 | Фанни и Александр                      | Fanny Och Alexander                      | Ингмар Бергман     | Швеция   |
| 1984 | Воскресенье за городом                 | Un Dimanche A La Campagne                | Бертран Тавернье   | Франция  |
| 1985 | Ран                                    | 乱                                       | Акира Куросава     | Япония   |
| 1986 | Отелло                                 | Otello                                   | Франко Дзеффирелли | Италия   |
| 1987 | Жан де Флоретт                         | Jean de Florette                         | Клод Берри         | Франция  |
| 1987 | Манон с источника                      | Manon des sources                        | Клод Берри         | Италия   |
| 1988 | Женщины на грани нервного срыва        | Mujeres al borde de un ataque de nervios | Педро Альмодовар   | Испания' |
| 1989 | Женское дело                           | Une affaire de femmes                    | Клод Шаброль       | Франция  |

## 1990-е
| Год  | Русское название           | Оригинальное название | Режиссёр (ы)     | Страна   |
| ---- | -------------------------- | --------------------- | ---------------- | -------- |
| 1990 | Сирано де Бержерак         | Cyrano De Bergerac    | Жан-Поль Раппно  | Франция  |
| 1991 | Европа, Европа             | Europa Europa         | Агнешка Холланд  | Польша   |
| 1992 | Индокитай                  | Indochine             | Режис Варнье     | Франция  |
| 1993 | Прощай, моя наложница      | 霸王別姬              | Чэнь Кайгэ       | Гонконг  |
| 1994 | Ешь, пей, мужчина, женщина | 飲食男女              | Энг Ли           | Гонконг  |
| 1995 | Шанхайская триада          | 摇啊摇                | Чжан Имоу        | Китай    |
| 1996 | Насмешка                   | Ridicule              | Патрис Леконт    | Франция  |
| 1997 | Давайте потанцуем?         | ダンス?               | Масаюки Суо      | Япония   |
| 1998 | Центральный вокзал         | Central do Brasil     | Вальтер Саллес   | Бразилия |
| 1999 | Всё о моей матери          | Todo sobre mi madre   | Педро Альмодовар | Испания  |

## 2000-е
| Год  | Русское название                    | Оригинальное название        | Режиссёр (ы)                 | Страна    |
| ---- | ----------------------------------- | ---------------------------- | ---------------------------- | --------- |
| 2000 | Крадущийся тигр, затаившийся дракон | 臥虎藏龍                     | Энг Ли                       | Китай     |
| 2001 | Сука Любовь                         | Amores perros                | Алехандро Гонсалес Иньярриту | Мексика   |
| 2002 | Поговори с ней                      | Hable con ella               | Педро Альмодовар             | Испания   |
| 2003 | Нашествие варваров                  | Les Invasions barbares       | Дени Аркан                   | Канада    |
| 2004 | Море внутри                         | Mar adentro                  | Алехандро Аменабар           | Испания   |
| 2005 | Рай сегодня                         | Al Jannah al-Aan             | Хани Абу-Ассад               | Израиль   |
| 2006 | Возвращение                         | Volver                       | Педро Альмодовар             | Испания   |
| 2007 | Скафандр и бабочка                  | Le scaphandre et le papillon | Джулиан Шнабель              | Франция   |
| 2008 | Монгол                              |                              | Сергей Бодров-старший        | Казахстан |
| 2009 | Пророк                              | Un prophète                  | Жак Одиар                    | Франция   |

## 2010-е
| Год  | Русское название      | Оригинальное название   | Режиссёр (ы)       | Страна                       |
| ---- | --------------------- | ----------------------- | ------------------ | ---------------------------- |
| 2010 | Люди и боги           | Des hommes et des dieux | Ксавье Бовуа       | Франция                      |
| 2011 | Развод Надера и Симин | جدایی نادر از سیمین     | Асгар Фархади      | Иран                         |
| 2012 | Любовь                | Amour                   | Михаэль Ханеке     | Австрия · Франция · Германия |
| 2013 | Прошлое               | The Past                | Асгар Фархади      | Франция · Италия             |
| 2014 | Дикие истории         | Relatos salvajes        | Дамиан Шифрон      | Аргентина · Испания          |
| 2015 | Сын Саула             | Saul fia                | Ласло Немеш        | Венгрия                      |
| 2016 | Коммивояжёр           | فروشنده Forushande      | Асгар Фархади      | Иран                         |
| 2017 | Фокстрот              | פוֹקְסטְרוֹט                | Самуэль Маоз       | Израиль                      |
| 2018 | Холодная война        | Zimna wojna             | Павел Павликовский | Польша                       |
| 2019 | Паразиты              | 기생충                  | Пон Чжун Хо        | Республика Корея             |

## 2020-е
| Год  | Русское название | Оригинальное название | Режиссёр (ы)     | Страна    |
| ---- | ---------------- | --------------------- | ---------------- | --------- |
| 2020 | Ла Йорона        | La Llorona            | Хайро Бустаманте | Гватемала |
| 2021 | Герой            | A Hero                | Асгар Фархади    | Иран      |
| 2022 | Близко           | Close                 | Лукас Донт       | Бельгия   |